# 다코 모토노부
다코 모토노부(일본어: 田光 仁重, 1972년 4월 22일 ~ )는 일본의 전 축구 선수이다.

## 구단 경력
1995년 재팬 풋볼 리그의 후쿠오카 브룩스(아비스파 후쿠오카)에 입단했다. 1996년 재팬 풋볼 리그 우승으로 J1리그로 승격했다. 1996년후 현역 은퇴.